# Растиславице
Растиславице (слч. Rastislavice, мађ. Dögös) су насељено мјесто са административним статусом сеоске општине (слч. obec) у округу Нове Замки, у Њитранском крају, Словачка Република.

## Становништво
| Година:    | 1994. | 2004.   | 2014.   | 2024.   |
| ---------- | ----- | ------- | ------- | ------- |
| Број људи: | 913   | 923     | 900     | 958     |
| Разлика:   |       | +1,09 % | -2,49 % | +6,44 % |

| Година:    | 2023. | 2024.   |
| ---------- | ----- | ------- |
| Број људи: | 953   | 958     |
| Разлика:   |       | +0,52 % |

Према подацима о броју становника из 2011. године насеље је имало 895 становника.